# Mads Ole Erhardsen
Mads Ole Rode Erhardsen (født: 3. december 1969) er en dansk musiker og skuespiller. 
Mads Ole Erhardsen fik som 7-årig dreng rollen som Ole i Niels Malmros' film Drenge og medvirkede et par år senere som borgmesterens søn Mads i Børnenes U-landskalender Jul i Gammelby på DR 1979. Desuden havde han teaterroller på Århus Teater i 1983, 1989 og 1990. 
Mads Ole Erhardsen er søn af skuespillerparret Aksel Erhardsen og Lone Rode samt  bror til Mette-Line Erhardsen. Han er uddannet som saxofonist, med diplomeksamen fra Det Jyske Musikkonservatorium og Rytmisk Musikkonservatorium 1999.